# Liste der Baudenkmale in Benz (Usedom)
In der Liste der Baudenkmale in Benz sind alle denkmalgeschützten Bauten der Gemeinde Benz (Mecklenburg-Vorpommern) und ihrer Ortsteile aufgelistet. Grundlage ist die Veröffentlichung der Denkmalliste des Landkreises Ostvorpommern mit dem Stand vom 30. Dezember 1996. 

## Baudenkmale nach Ortsteilen

### Benz
| ID | Lage                         | Bezeichnung                                                             | Beschreibung | Bild                                                                    |
| -- | ---------------------------- | ----------------------------------------------------------------------- | --- | ----------------------------------------------------------------------- |
|    | (Karte)                      | Alter Friedhof                                                          | Der 1945 verschollene Prunksarkophag der Catharina Appelmann (1643–1671) wurde 1906 hier gefunden,. | Alter Friedhof                                                          |
|    | Fritz-Behn-Straße            | Denkmal für Fritz Behn                                                  | Fritz Behn (1904–1944): Kommunist und Widerstandskämpfer gegen den Nationalsozialismus. | Denkmal für Fritz Behn                                                  |
|    | (Karte)                      | Kirche mit Kirchhofmauer                                                | Frühgotischer Backsteinbaukern; mittelalterlicher Chor-Anbau, 1741 umgebaut; Einschiffiges Langhaus vom 15. Jh.; Westturm mit altem Kern von 1740 mit umfassenden Umbau von 1911 mit barocker, welscher Haube mit Laterne; Innen: 1836 Balkendecke durch hölzernes Tonnengewölbe als Kassettendecke ersetzt, Kanzel von 1666 barocker Altar von 1712, Kaltschmidt-Orgel von 1847; Lyonel Feininger malte die Kirche. | Kirche mit Kirchhofmauer                                                |
|    | Kirchstraße 13               | Stallscheune                                                            | |                                                                         |
|    | Labömitzer Straße 11 (Karte) | Bauernhof mit Wohnhaus, Scheune und Stall                               | |                                                                         |
|    | (Karte)                      | Mühle                                                                   | Unterkellerte Erdholländermühle mit Elevator für das Mahlgut; Zeichnung von Lyonel Feininger von 1910 | Mühle                                                                   |
|    | (Karte)                      | Neuer Friedhof mit Friedhofsmauer und -portal, Kapelle und Fachwerkhaus | Gräber von Otto Niemeyer-Holstein, Rolf Ludwig und Carola Stern | Neuer Friedhof mit Friedhofsmauer und -portal, Kapelle und Fachwerkhaus |
|    |                              | Pfarrhaus                                                               | |                                                                         |

### Balm
| ID | Lage | Bezeichnung  | Beschreibung | Bild |
| -- | ---- | ------------ | ------------ | ---- |
|    |      | ehem. Schule |              |      |

### Labömitz
|    | Lage       | Offizielle Bezeichnung | Beschreibung | Bild |
| -- | ---------- | ---------------------- | ------------ | ---- |
| 10 | Dorfstraße | Feuerwehrgerätehaus    |              |      |
| 11 |            | Transformatorenhaus    |              |      |

### Neppermin
| ID | Lage                   | Bezeichnung                | Beschreibung | Bild |
| -- | ---------------------- | -------------------------- | ------------ | ---- |
|    | Dorfstraße 8 (Karte)   | Scheune                    |              |      |
|    | Dorfstraße 38 (Karte)  | Scheune                    |              |      |
|    | Dorfstraße 40 (Karte)  | Scheune                    |              |      |
|    | Dorfstraße 46 (Karte)  | Bauernhaus                 |              |      |
|    | Schulstraße 14 (Karte) | Wohnhaus und Scheune       |              |      |
|    | Schulstraße 17 (Karte) | Erweiterungsbau der Schule |              |      |

### Stoben
| ID | Lage                 | Bezeichnung        | Beschreibung | Bild |
| -- | -------------------- | ------------------ | ------------ | ---- |
|    | Am Fuchsberg 1       | Wohnhaus und Stall |              |      |
|    | Bergstraße 6         | Wohnhaus           |              |      |
|    | Dorfstraße 4         | Wohnhaus           |              |      |
|    | Dorfstraße 6 (Karte) | Wohnhaus           |              |      |

## Quelle
- Bericht über die Erstellung der Denkmallisten sowie über die Verwaltungspraxis bei der Benachrichtigung der Eigentümer und Gemeinden sowie über die Handhabung von Änderungswünschen (Stand: Juni 1997; PDF, 934 kB)

- Karte mit allen Koordinaten:
- OSM |
- WikiMap